# Riópar
Riópar é um município da Espanha na província de Albacete, comunidade autónoma de Castilla-La Mancha, de área 81 km² com população de 1463 habitantes (2004) e densidade populacional de 18,51 hab/km².
Localizada numa colina, na sua vizinhança fica a Cueva de los Chorros, onde uma grande cachoeira marca a nascente do rio Mundo, um afluente do Segura. É um lugar onde a água corre para o vazio e 82 metros abaixo dela bate contra as rochas.

## Demografia
| Variação demográfica do município entre 1991 e 2004 | Variação demográfica do município entre 1991 e 2004 | Variação demográfica do município entre 1991 e 2004 | Variação demográfica do município entre 1991 e 2004 |
| --------------------------------------------------- | --------------------------------------------------- | --------------------------------------------------- | --------------------------------------------------- |
| 1991                                                | 1996                                                | 2001                                                | 2004                                                |
| 1369                                                | 1436                                                | 1455                                                | 1495                                                |